# Begijnhoven in Brugge

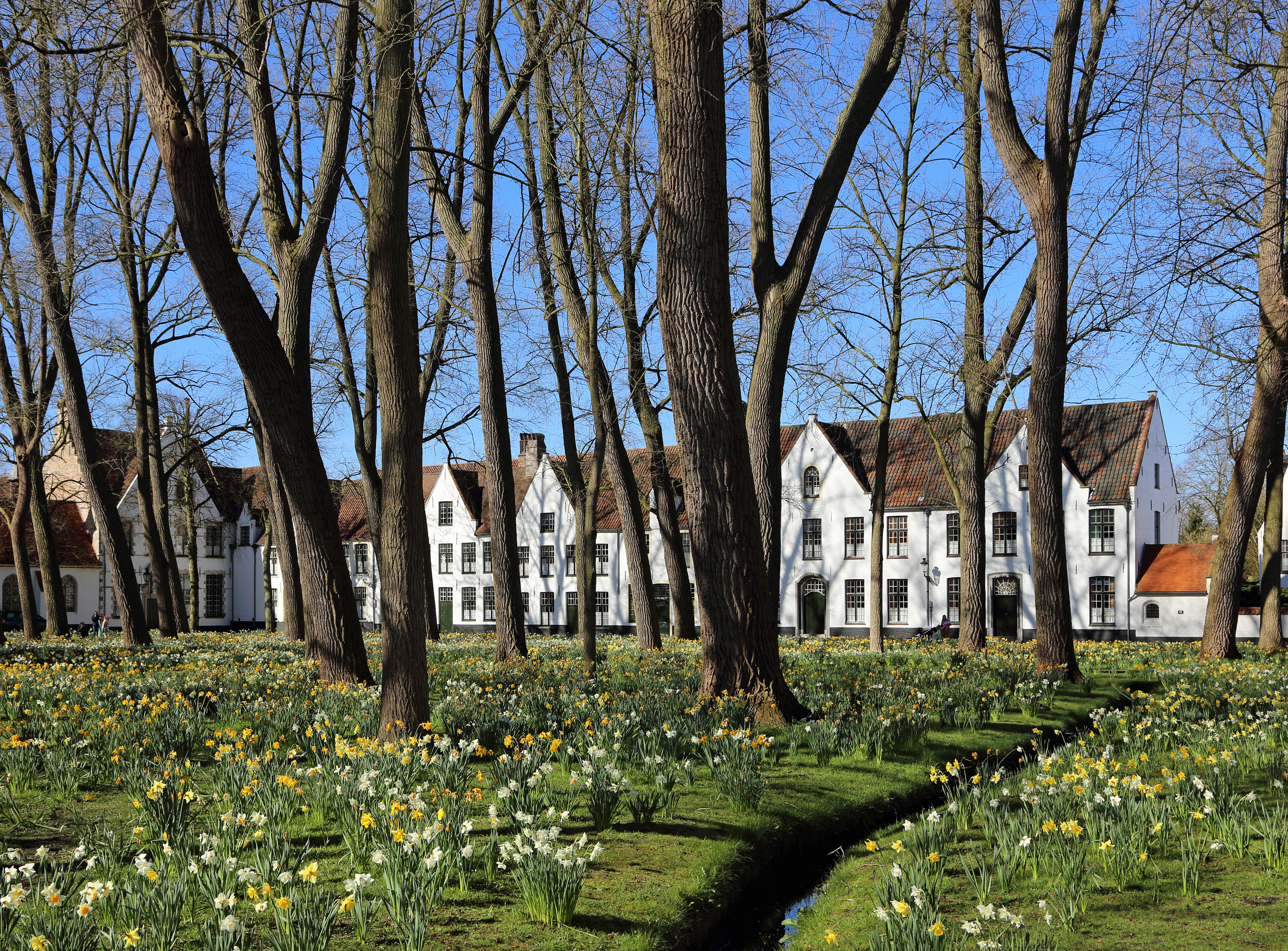
Het Prinselijk Begijnhof in Brugge

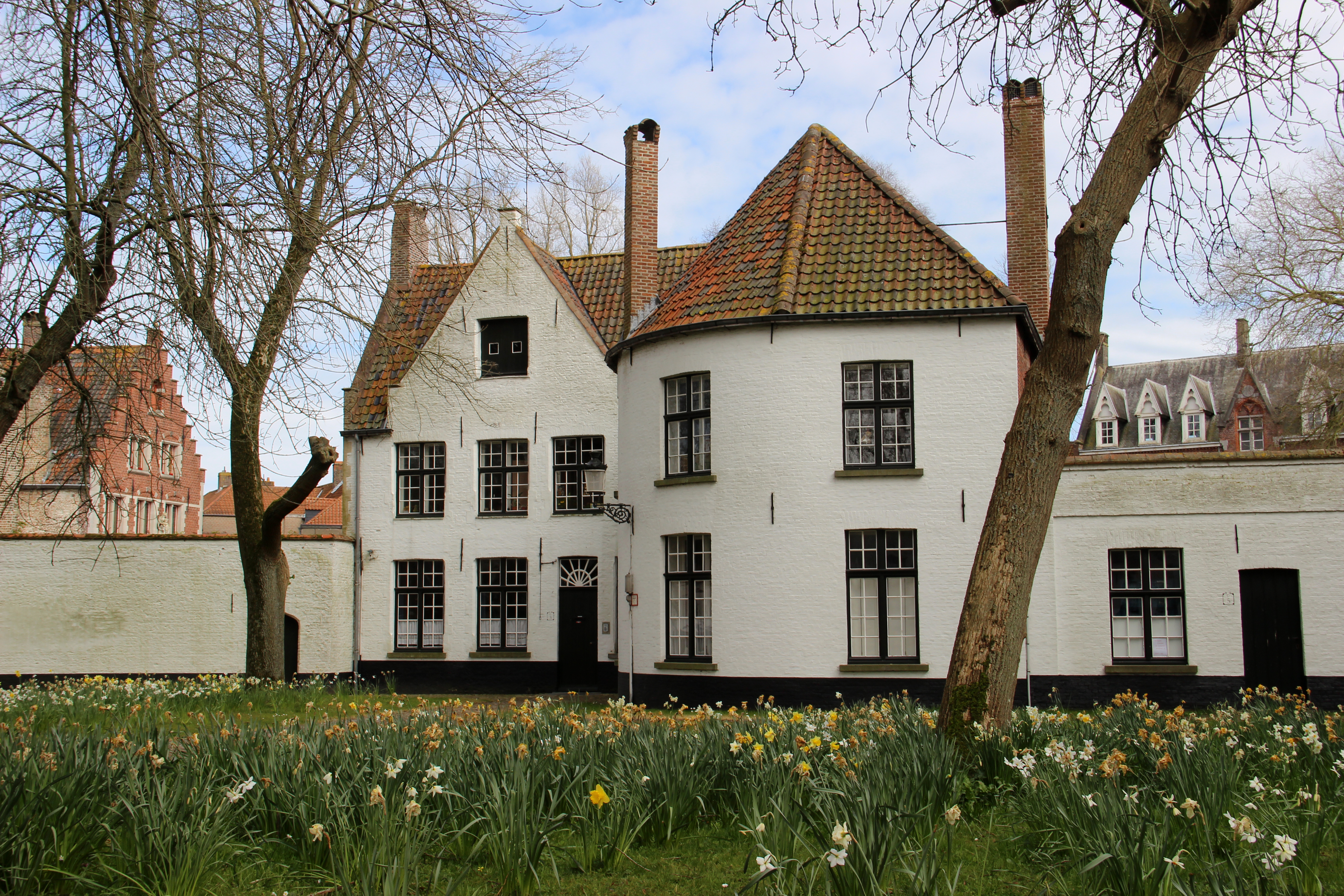
Een paar huizen, rechts van de ingangspoort, in het Prinselijk Begijnhof Brugge

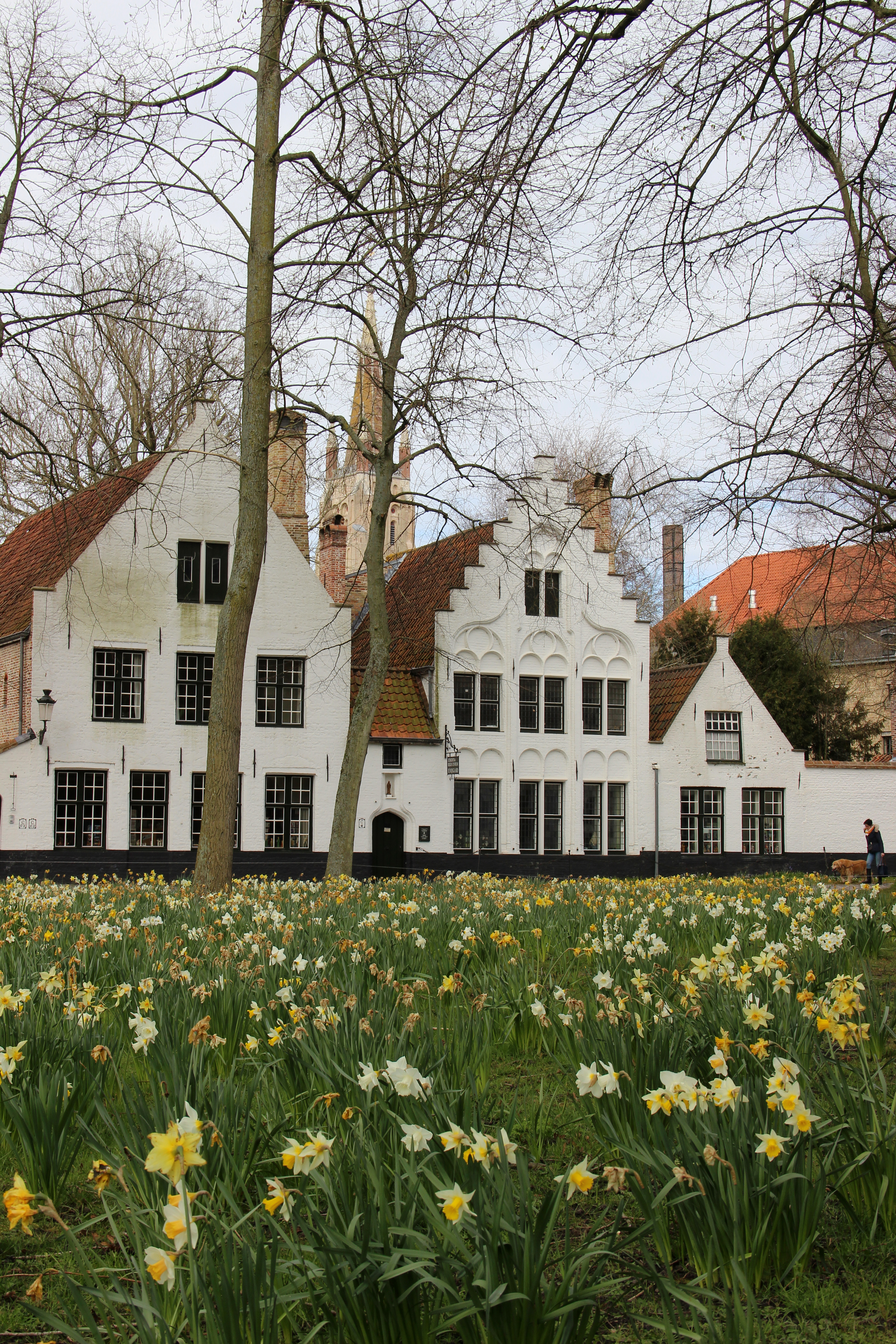
Het Begijnhof van Brugge in de Paastijd.

De begijnhoven in Brugge waren gezamenlijke of gegroepeerde woonsten voor vrome vrouwen, die zich, vooral in de dertiende en veertiende eeuw, verenigden zonder echter een georganiseerde kloostergemeenschap te vormen. Brugge telde heel wat van deze stichtingen of conventen, die zich aansloten bij de over heel Europa verspreide beweging van begijnen.

## Geschiedenis
- Het voornaamste Brugse begijnhof was het Prinselijk Begijnhof Ten Wijngaerde, gesticht rond 1240, dat tot vandaag als belangrijk gebouwencomplex is bewaard en dat nog gedeeltelijk door een kloostergemeenschap wordt bewoond, ook al zijn het geen begijnen meer.
- Het Begijnhof Sint-Aubertus bestond van het begin van de dertiende eeuw in de Langestraat, om in 1609 te verdwijnen en plaats te maken voor het kartuizerklooster Genadedal.

Daarnaast waren er nog minstens acht begijnhoven of 'conventen' in Brugge. Het ging om kleine groepen van vrome vrouwen die samen woonden en van aalmoezen leefden. Sommige waren arm geboren, andere waren welstellende vrouwen die uit godsdienstige overtuiging tot een toestand van armoede hadden besloten. Ze werden soms als aalmoezenhuizen vermeld. Sommigen maakten zich nuttig door het organiseren van een infirmerie. Het hoogtepunt van deze stichtingen situeert zich in de eerste helft van de veertiende eeuw.
- Groot Hertsberghe, gesticht in 1335 door Griele en Marzoete van Hertsberghe, was gevestigd in de Katelijnestraat. Tegen het einde van de veertiende eeuw was het geen begijnhof meer, maar een godshuis voor behoeftige ouderlingen, wat het tot op heden gebleven is. In 1683 werd het pand door brand geteisterd en werd dankzij Franciscus Keingiaert, heer van Dentergem, herbouwd. Hij voegde er ook een kapel aan toe, waarin een opschrift aan hem en aan zijn mecenaat herinnert.[1]
- Ten Hamerkin, gesticht rond 1350, waarschijnlijk door de kluizenares Cateline († 1368), werd in 1427 opgenomen in de Jeruzalemstichting van Pieter en Jacob Adornes. De huisjes werden behouden en nog tot 1455 door begijnen bewoond. Op de eigendom kwamen de Jeruzalemkerk en het Adorneshuis tot stand. Het begijnhof verdween en de huisjes, gelegen in de Balstraat, werden vanaf 1483 als godshuis, ter beschikking gesteld voor twaalf arme vrouwen. Ze doen nu dienst als museum.
- Convent van Ricele, gesticht voor 1348, gevestigd in de Nieuwe Gentweg, was geen lang leven beschoren. In 1360 werd het door brand verwoest en niet meer herbouwd. Het werd opgeslorpt door het er naastgelegen klooster van de cellezusters of klooster van de Kastanjeboom.
- Rooms Convent, gesticht voor 1330, wellicht door een lid van de familie De Ram, gevestigd in de Katelijnestraat, brandde af in 1338 en werd herbouwd met de steun van Hugo van Riede, kapelaan in de Onze-Lieve-Vrouwekerk en van de weduwe Kateline Pelagans. Het huis was bestemd voor tien arme begijnen. Het evolueerde vanaf circa 1479 tot een godshuis, wat het tot op heden gebleven is. In de kapel hing een retabel uit de veertiende eeuw met een verheerlijking van de gekruisigde Christus, nu in het bezit van het Brugse OCMW.[2]
- Scalkers Convent, gesticht voor 1374 waarschijnlijk door een lid van de familie de Calkere, gevestigd in de Goezeputstraat, verdween waarschijnlijk voor het einde van de veertiende eeuw.
- Ten Vanekine, gesticht ca. 1302, gevestigd in de Waalsestraat, gesticht door een lid van de familie Van den Vanekine, was na 1580 gekend als een weduwenhuis.
- Het Weduwenhuis, in het Verbrand Nieuwland gevestigd, was eerst een convent van begijnen, ergens in de 14de eeuw gesticht en later geëvolueerd tot een huis voor arme weduwen en stadseigendom geworden.
- Het Dopsconvent, gesticht in 1338 door de begijn Maria Dops, lid van het begijnhof Ten Wijngaerde, en gelegen naast dit Groot Begijnhof, waarbinnen het later werd geïntegreerd.[3]

Tegen het einde van de veertiende eeuw waren de enigszins 'wilde' begijnhoven, die niet erkend noch ondersteund waren door de stedelijke of geestelijke overheid, praktisch verdwenen of geëvolueerd tot godshuizen, die afhingen van rijke weldoeners of van armendissen. Alleen goed georganiseerde begijnhoven, die steun kregen vanwege de regerende prinsen konden overleven. Enkele, onder de welke in Brugge alleen het begijnhof Ten Wijngaarde, konden stand houden tot in de twintigste eeuw.